# Kassandra (Červený trpaslík)
Kassandra (v anglickém originále Cassandra) je čtvrtá epizoda osmé série (a celkově čtyřicátá osmá – po předchozí trojdílné epizodě Zpátky v Červeném) britského kultovního sci-fi seriálu / sitcomu Červený trpaslík.
Scénář napsal Doug Naylor, režie Ed Bye. Ve Spojeném království byla poprvé epizoda odvysílána na kanále BBC2 11. března 1999.

## Námět
Známí vesmírní dobrodruhové si odpykávají trest ve vězení. Lister všechny zapíše do jednotky kanárků – nejostřejší jednotky na lodi, která plní nejnebezpečnější mise. Během mise na potopené lodi Silverberg narazí na počítač se jménem Kassandra, který předpovídá budoucnost údajně na 100 procent.

## Děj epizody
David Lister se ve vězení necítí dobře. Do cely vstoupí strážný a položí na stůl záhadný kufřík. Lister vysvětluje Rimmerovi, že se zapsal mezi kanárky. Myslí si, že jde o pěvecký sbor. Rimmer ho vyvede z omylu a vysvětlí mu, že kanárci jsou ve skutečnosti členové vězeňské jednotky, kteří jsou vysíláni na nejnebezpečnější mise. Lister si zoufá nad svým rozhodnutím a prozradí, že do jednotky zapsal všechny přátele včetně Rimmera, zfalšoval podpisy.
Rimmer, Lister, Kryton, Kochanská a Kocour ve žlutých uniformách stojí v pozoru před kapitánem Hollisterem a velitelem 13. patra Ackermanem. Kapitán Frank Hollister vysvětluje, že na dně měsíčního oceánu byla sondou objevena kosmická loď Silverberg a oni ji mají prozkoumat. Rimmer se pokusí se společníky zinscenovat pěvecké představení na důkaz nedorozumění (aby přesvědčili Ackermana, že si spletli náborový kurs), ale neuspěje a navíc mu strážný Knot tvrdě stiskne varlata, aby mu připomněl význam slova "muž". Jediný, kdo se na misi těší je vyšinutý vězeň zvaný Smrťák. Má radost, že bude moci konečně někoho zabít.
Když ponorka s kanárky přirazí k trupu potopeného kosmického plavidla, natěšený Smrťák vyrazí jako první, narazí hlavou do rámu dveří a zhroutí se na zem. Ostatní vcházejí dovnitř a zahajují průzkum. Po chvíli Kristina Kochanská upozorňuje své přátele, že objevila počítač, který jim možná poskytne nějaké informace.
Během rozhovoru s počítačem – Kassandrou vyjde najevo, že dokáže bezchybně určit budoucnost. Pětice je chvíli překvapená a chrlí jednu otázku za druhou, než si Kochanská uvědomí, že odpovědi na takové dotazy jim mohou značně zkomplikovat příští léta. Ostatní uznají, že má pravdu. Rimmer se chce otázat na jistou věc, která ho zajímá, ale Kassandra ho předběhne s odpovědí:
„Udusí se ve sto osmdesáti při pokusu sundat podprsenku zubama.“
Lister chce vědět, na co se Rimmer ptal a je šokován jeho odpovědí. Rimmer se ptal, kdy a jak Lister zemře.
Kryton si přečetl zadání mise a informuje, že vesmírná loď SSS Silverberg neměla nehodu, nýbrž sem byla automaticky vyslána Vesmírnou flotilou, která se chtěla nebezpečné Kassandry zbavit. Přátelé se chystají k odchodu, přičemž Kassandra věští smrt všech kanárků do hodiny s výjimkou Rimmera, který zemře do 20 minut. Lodní přepážka povolila a dovnitř se valí voda. Přežít mají pouze Lister, Kocour, Kryton a Kochanská.
Rimmer brzy dostane infarkt poté, co se dozví, že zemře na infarkt. Tomu Arnold Rimmer odmítá uvěřit.
V ústraní Kryton vyzývá Rimmera, aby použil svou zadubenou hlavu a ten přijde na tak neobvyklý nápad, až mu Kryton závidí jeho gen podlosti. Rimmer požádá Krytona, aby si promítl celý rozhovor s Kassandrou a řekl mu, zdali se během něj na Arnolda Kassandra nebo někdo obrátil jménem – jako na Rimmera. Když se potvrdí, že nikoliv, Rimmer jásá. Kassandra neví, že on je Rimmer, vidí jen odrazy budoucnosti. Mohla vidět umřít někoho, o kom jí bylo řečeno, že se jmenoval Rimmer. Stačí jen najít případného dobrovolníka. Rimmer se dívá láskyplně na Kocoura, ten se však vehementně brání.
Do místnosti vstoupí dozorce Nebb Knot a chce vědět, jestli je sektor zajištěn. Rimmer je velmi iniciativní a záměrně ho polije kávou, načež mu nabídne svou vestu s jmenovkou RIMMER. Zavede ho ke Kassandře, kde Knota v Rimmerově vestě skolí infarkt. Kassandra však ujistí skutečného Rimmera, že ani on se z lodi nedostane živý. Arnold jí ukáže prostředníček a naštvaně odchází.
Kryton dostane nápad, který demonstruje názornou ukázkou. Nabije zbraň a postupně vystřelí na Listera, Kocoura a Kochanskou. Zbraň vždy selže. Kryton poručí Rimmerovi skrčit se a tentokrát pistole vystřelí. Kryton navrhne utvořit kruh a doprovodit v jeho středu Rimmera do ponorky. Když tam skupinka dojde ve snaze ochránit Rimmera, zjistí, že se jim ztratil. Vrací se zpět a odhalí Rimmera v díře. Kristina Kochanská se k němu spouští na laně. K díře se žene voda, Kochanská s Rimmerem nad sebou zaklapnou poklop, zbytek unikne do potápěčského zvonu. Horní patra lodi jsou zatopeny a nyní nelze uniknout. Rimmer si naříká a vydá se za Kassandrou, aby alespoň vyzvěděl, jak zemře. Počítač mu sdělí, že jej Lister nachytá při milování s Kochanskou a střelí jej harpunou do hlavy. Nadšený Rimmer křičí:
„Fantazie!!!“
Kochanská se odmítá s věštbou smířit, ale okolnosti skutečně pracují proti její vůli. Když si Rimmer chce nalít vodu z kohoutku, opodál vytryskne gejzír přímo na Kristinu. Ta je nucena si svléci oblečení. Když dvojice leží vedle sebe a Rimmer se chystá Kochanskou políbit, vtrhne dovnitř Lister s harpunou a vysvětlením. Kassandra věděla, že Lister ji v budoucnu zabije a tak se mu chtěla pomstít. S touto tezí přišel první Kryton. Rimmer má teď na Krytona vztek. Lister nechá dvojici o samotě a jde za Kassandrou.
Hovoří s ní o tom, že nechce věřit na předurčenou budoucnost. Chce mít naopak možnost věci změnit a proto ji nezabije. Kassandra však trvá na svém. Lister přilepí žvýkačku na stěnu a chystá se odejít. Žvýkačka spadne na rameno lampy, které se zatíží a zapne tlačítko ventilátoru. Proud vzduchu odfoukne žvýkačku do sklenice s brandy. Sklenice spadne a brandy se rozlije do kabelů počítače. Kassandra se na Listera významně podívá, zatímco kabely začínají jiskřit a hardware exploduje. Lister se špatným svědomím odchází pryč.

## Kulturní odkazy
Na DVD v komentářích k této epizodě objasňuje Danny John-Jules – představitel Kocoura výběr názvu epizody. Inspirací byla Cassandra z dílu „The End of the World“ britského sci-fi seriálu Pán času.

## Herecké obsazení
V epizodě „Kassandra“ vystupují mimo stálé herce další, z nichž někteří se účastnili natáčení v předchozích dílech, kde ztvárnili posádku kosmické lodi Červený trpaslík.
| Herec / herečka  | Hraje           | Role                                |
| ---------------- | --------------- | ----------------------------------- |
| Mac McDonald     | Frank Hollister | kapitán Červeného trpaslíka         |
| Geraldine McEwan | Kassandra       | počítač předpovídající budoucnost   |
| Shend            | Nebb Knot       | vězeňský dozorce                    |
| Graham McTavish  | Ackerman        | velitel vězeňské sekce na 13. etáži |
| Jake Wood        | Smrťák          | vyšinutý spoluvězeň                 |